# 尼基塔·库兹涅佐夫
尼基塔·库兹涅佐夫（1989年3月14日—）是一名吉尔吉斯斯坦现代五项运动员，身高1.81米，体重75千克。曾参加2010年广州亚运会现代五项比赛，并获得男子个人第十四名和男子团体第四名。